# 苏门答腊猪笼草
苏门答腊猪笼草（学名：Nepenthes sumatrana）是苏门答腊特有的热带食虫植物。

## 植物学史
1856年2月，苏门答腊猪笼草约翰内斯·伊莱亚斯·特斯曼在实武牙附近首次采集到了苏门答腊猪笼草。他这样写道：
|  | 在今天和前天（2月1日及3日），我们收集到了四种猪笼草（katoepat baroek、tjalong baroek或taau-taau）。它们生长在海岸边的灌木丛中，基质仅为一层薄薄的腐殖质，腐殖质下即是海砂，或生长于海岸边只有少量泥土和苔藓的陡崖上。有些物种很常见，花序和果序随处可见。所有物种的活体植株都被运回茂物，但仅有一个物种的种子植株存活，其生长非常缓慢，但其幼株却非常有趣，才定点大就已结出了迷你的捕虫笼。 |

1858年，弗里德里希·安东·威廉·米克尔认为苏门答腊猪笼草与博世猪笼草（N. boschiana）为同一个物种。1886年，奥多阿多·贝卡利认为它是大猪笼草（N. maxima）的一个变种。现在已确定这两个物种都不存在于苏门答腊岛。1895年，君特·贝克·冯·曼那哥塔-勒驰奈在《猪笼草属》中将苏门答腊猪笼草提升为一个物种，发表了其正式学名“N. sumatrana”。但他又在大猪笼草项下介绍到“其包括一个变种：苏门答腊猪笼草（Hierzu gehört als Varietät: N. sumatrana）”。
在约翰·缪尔黑德·麦克法兰1908年的专著《猪笼草科》中，他将苏门答腊猪笼草列为新几内亚特有的特勒布猪笼草（N. treubiana）的同物异名。B·H·丹瑟在其1928年出版的开创性专著《荷属东印度群岛的猪笼草科植物》中也支持这个观点。
1986年，罗斯朱迪·塔明（Rusjdi Tamin）和堀田满注意到了苏门答腊猪笼草与特勒布猪笼草的巨大不同，并再次将苏门答腊猪笼草视为一个独立的物种。马修·杰布在其1991年的专著《新几内亚的猪笼草报告》中也将苏门答腊猪笼草从特勒布猪笼草中分出。1994年，约阿希姆·那兹和安德烈亚斯·维斯图巴发现苏门答腊猪笼草与长叶猪笼草（N. longifolia）之间存在着密切的近缘关系。1997年，马修·杰布和马丁·奇克在其1997年的著作《猪笼草属（猪笼草科）的框架性修订》中正式恢复了苏门答腊猪笼草的物种地位，但却将长叶猪笼草视为苏门答腊猪笼草的同物异名。2001年，查尔斯·克拉克在《苏门答腊岛与西马来西亚的猪笼草》一书中对该分类处理进行了修订，将这两个类群独立开。
尽管关于苏门答腊猪笼草有许多分类学修订，但除查尔斯·克拉克外，似乎没有哪个学者见到过苏门答腊猪笼草的活体植株。自1856年，约翰内斯·伊莱亚斯·特斯曼的原始采集，直到1998年李乾在野外对苏门答腊猪笼草进行观察，期间没有任何关于苏门答腊猪笼草的实地报告。

## 形态特征
苏门答腊猪笼草的茎近圆柱形，可长达15米，宽至0.9厘米。节间距可长达20厘米。叶片革质，具柄。叶片为披针形至倒卵形，可长达55厘米，宽至9厘米。中脉两侧各有6至8条纵脉，羽状脉明显。笼蔓可长达60厘米。
苏门答腊猪笼草的地面笼为卵形，或下半部为窄卵形，上半部为圆柱形。其可高达10厘米，宽至4厘米。腹面具一对可宽达8毫米的笼翼。唇为圆柱形，可宽达4毫米，唇齿不明显。笼盖为圆形，无附属物。笼盖基部后方的笼蔓尾不分叉，可长达15毫米。
苏门答腊猪笼草的下位笼为通体为卵形，笼肩位于唇下。下位笼可高达20厘米，宽至10厘米。笼翼可宽达6毫米。唇为圆柱形，可宽达10毫米。笼盖为圆形。笼蔓尾分叉。
苏门答腊猪笼草的上位笼为漏斗形。其体型巨大，可高达30厘米，宽至15厘米。笼翼缩小为一对隆起。唇前部凸起，类似于莱佛士猪笼草（N. rafflesiana）的上位笼。
苏门答腊猪笼草的花序为总状花序。雄性植株的总花梗可长达20厘米，花序轴可长达70厘米。雌性植株的总花梗较长，可达30厘米，而花序轴较短，不超过40厘米。花梗带有1至2朵花，长约15毫米。萼片为卵形，长6毫米。
苏门答腊猪笼草在幼苗披被着稀疏的短毛，成熟后脱落，只在叶片边缘还有棕色的短毛。
尚未发现苏门答腊猪笼草的任何变种或变型。

## 生态关系
苏门答腊猪笼草是西苏门答腊省和北苏门答腊省特有的热带食虫植物。其首次被采集于实武牙附近的山上。苏门答腊猪笼草分布零散，完整的分布范围还未确定。罗斯朱迪·塔明和堀田满在沙哇伦多附近采集了名为棘状猪笼草（N. spinosa）的标本，其似乎与苏门答腊猪笼草为同一个物种，但在1995年和2001年对该地区的实地考察中却没能找到任何类似植株。
苏门答腊猪笼草陆生于茂密、未受侵扰的低地森林的砂质基质上。其生长需要潮湿，阴暗的环境，在受到砍伐及农业活动破坏的地区尚未发现过苏门答腊猪笼草。因此苏门答腊猪笼草比以前面临着更严重的灭绝威胁。导致其分散分布的原因可能即是其对环境的苛刻要求，所以苏门答腊猪笼草所面临的灭绝威胁可能比以前认为的更为严重。
苏门答腊猪笼草经常生长于陡峭的山坡上。已在开阔崖壁上发现了苏门答腊猪笼草的幼株。但大型的植株仅发现于森林中，其茎可附于周围的物体攀爬至林冠，所以不能确定岩壁上的幼株是否能存活至成年。
苏门答腊猪笼草的海拔分布范围为0米至800米。

## 保护状况
苏门答腊猪笼草已被列入《2006年世界自然保护联盟濒危物种红色名录》中，保护状况为无危。但自2000年，长叶猪笼草被视为其同物异名以来，其就未再被重新评估过。
2001年，根据对野生分布的第一手观察，查尔斯·克拉克依据世界自然保护联盟的标准将苏门答腊猪笼草的保护状况非正式的列为濒危。查尔斯·克拉克认为苏门答腊猪笼草不能在人类侵扰的原生地中生存。因此，实武牙的快速发展对苏门答腊猪笼草的野外种群构成了巨大的威胁。相比之下，因苏门答腊猪笼草常常生长于不可触及的陡峭悬崖上，所以其受到过度采集的威胁较小。对于苏门答腊猪笼草和与之近缘的贝卡利猪笼草（N. beccariana）和长叶猪笼草之间的分类混乱，导致新的保护项目无法正常的开展。

## 相关物种
苏门答腊猪笼草与贝卡利猪笼草、长叶猪笼草和莱佛士猪笼草之间存在着密切的近缘关系。
2001年，查尔斯·克拉克对来自苏门答腊岛和西马来西亚的猪笼草进行了分支系统学分析，共利用了70个形态特征。苏门答腊猪笼草被归入“第5分支”。其中苏门答腊猪笼草与莱佛士猪笼草的相关性达58%。贝卡利猪笼草未被包括在该研究中。贝卡利猪笼草未被包含于该研究中。
|  | 长叶猪笼草 |
|  |            |

| 58% | \| \| 莱佛士猪笼草 \| \| \| \| \| \| 苏门答腊猪笼草 \| \| \| \| |
|     | \| \| 莱佛士猪笼草 \| \| \| \| \| \| 苏门答腊猪笼草 \| \| \| \| |
|     | 莱佛士猪笼草                                                    |
|     |                                                                 |
|     | 苏门答腊猪笼草                                                  |
|     |                                                                 |

|  | 莱佛士猪笼草   |
|  |                |
|  | 苏门答腊猪笼草 |
|  |                |

|  | 长叶猪笼草 |
|  |            |

| 58% | \| \| 莱佛士猪笼草 \| \| \| \| \| \| 苏门答腊猪笼草 \| \| \| \| |
|     | \| \| 莱佛士猪笼草 \| \| \| \| \| \| 苏门答腊猪笼草 \| \| \| \| |
|     | 莱佛士猪笼草                                                    |
|     |                                                                 |
|     | 苏门答腊猪笼草                                                  |
|     |                                                                 |

|  | 莱佛士猪笼草   |
|  |                |
|  | 苏门答腊猪笼草 |
|  |                |

|  | 长叶猪笼草 |
|  |            |

| 58% | \| \| 莱佛士猪笼草 \| \| \| \| \| \| 苏门答腊猪笼草 \| \| \| \| |
|     | \| \| 莱佛士猪笼草 \| \| \| \| \| \| 苏门答腊猪笼草 \| \| \| \| |
|     | 莱佛士猪笼草                                                    |
|     |                                                                 |
|     | 苏门答腊猪笼草                                                  |
|     |                                                                 |

|  | 莱佛士猪笼草   |
|  |                |
|  | 苏门答腊猪笼草 |
|  |                |

|  | 长叶猪笼草 |
|  |            |

| 58% | \| \| 莱佛士猪笼草 \| \| \| \| \| \| 苏门答腊猪笼草 \| \| \| \| |
|     | \| \| 莱佛士猪笼草 \| \| \| \| \| \| 苏门答腊猪笼草 \| \| \| \| |
|     | 莱佛士猪笼草                                                    |
|     |                                                                 |
|     | 苏门答腊猪笼草                                                  |
|     |                                                                 |

|  | 莱佛士猪笼草   |
|  |                |
|  | 苏门答腊猪笼草 |
|  |                |

莱佛士猪笼草与苏门答腊猪笼草的主要区别在于其下位笼唇的结构不同。苏门答腊猪笼草下位笼的唇齿不明显，而莱佛士猪笼草反之。莱佛士猪笼草具细长的唇颈，而苏门答腊猪笼草则无。苏门答腊猪笼草的下位笼通体为卵形，而莱佛士猪笼草下位笼的上半部为圆柱形。此外，苏门答腊猪笼草的叶片较窄，具棕色短毛。
1997年，马修·杰布和马丁·奇克在其专著《猪笼草属（猪笼草科）的框架性修订》中将长叶猪笼草视为苏门答腊猪笼草的同物异名。2001年，查尔斯·克拉克恢复了长叶猪笼草的物种地位，并列出了以下形态特征上的差异。
| 长叶猪笼草与苏门答腊猪笼草之间形态特征的区别 |                                                                       |                                                   |
| 形态特征                                     | 长叶猪笼草                                                            | 苏门答腊猪笼草                                    |
| 笼蔓                                         | 可长达110厘米                                                         | 可长达60厘米                                      |
| 笼蔓与下位笼之比                             | 10：1                                                                 | 5：1                                              |
| 莲座状幼株的下位笼                           | 下半部为卵形，笼肩位于中部，笼盖为卵形                                | 下半部为卵形                                      |
| 成株莲座状芽的下位笼                         | 与莲座状幼株的下位笼一致                                              | 通体为卵形，笼肩位于唇下，笼盖为圆形，与笼口呈45° |
| 上位笼的气味                                 | 不具有明显的气味                                                      | 具有甜甜的水果香味                                |
| 上位笼                                       | 仅下半部为漏斗形，至笼肩和笼口为圆柱形， 笼盖通常为卵形，极少数为圆形 | 通体为漏斗形，笼肩位于唇下，笼盖为圆形            |
| 上位笼的唇                                   | 前部不凸起，具有明显的凹口                                            | 凸起，类似莱佛士猪笼草                            |

这两个物种的海拔分布范围也不同：苏门答腊猪笼草存在于海拔0米至800米处，而长叶猪笼草存在于海拔300米至1100米处。

## 自然杂交种
苏门答腊猪笼草的自然杂交种极少见。以下为已记录到的关于苏门答腊猪笼草的自然杂交种。
- ? N. beccariana × N. sumatrana
- N. eustachya × N. sumatrana[4]
- N. gracilis × N. sumatrana[18]
- ? N. longifolia × N. sumatrana[18]
- N. mirabilis × N. sumatrana[18]

真穗猪笼草与苏门答腊猪笼草的自然杂交种在1990年就已被人所知，但当时其被标记为翼状猪笼草与特勒布猪笼草的自然杂交种（N. alata × N. treubiana）。

## 扩展阅读
- 食虫植物照片搜寻引擎中苏门答腊猪笼草的照片 （页面存档备份，存于）

 维基共享资源上的相關多媒體資源：苏门答腊猪笼草
 維基物種上的相關：苏门答腊猪笼草